# Tmarus angulifer
Tmarus angulifer är en spindelart som beskrevs av Simon 1895. Tmarus angulifer ingår i släktet Tmarus och familjen krabbspindlar.
Artens utbredningsområde är Queensland. Inga underarter finns listade i Catalogue of Life.